# Quasiapterodon
Quasiapterodon — вимерлий рід гієнодонтових ссавців родини Hyainailouridae. Скам'янілості знайдено в Єгипті. Описано 1 вид: Quasiapterodon minutus.